# فهرست میراث جهانی در کامبوج
میراث جهانی در کامبوج تا فوریه ۲۰۲۵ شامل ۴ اثر فرهنگی ثبت‌شده در کشور کامبوج است. کامبوج در ۲۸ نوامبر ۱۹۹۱ با امضای کنوانسیون به آن پیوست؛ و تا سال ۲۰۲۵ افزون بر ۴ سایت فرهنگی ثبت شده ۷ سایت دیگر نیز از این کشور در فهرست آزمایشی قرار گرفته است.
سایت‌های سازمان آموزشی، علمی و فرهنگی ملل متحد (یونسکو)، مکان‌هایی فرهنگی و طبیعی با ارزش برجسته از میراث جهانی هستند. طبق پیمان‌نامه کنوانسیون میراث جهانی یونسکو سال ۱۹۷۲، هر اثری پس از ثبت توسط این کمیته باید از سوی کشور نگهدارنده مورد توجه ویژه قرار گیرد و انجام هرگونه دخل و تصرف یا اقدامی که باعث به خطر افتادن آن شود، ممنوع است.
میراث فرهنگی شامل بناهای تاریخی مانند آثار معماری، مجسمه‌ها، کتیبه‌ها، مجموعه‌های ساختمانی و محوطه‌های باستانی است. میراث طبیعی نیز به ویژگی‌های طبیعی (فیزیکی و زیستی)، شکل‌های زمین‌شناسی و فیزیوگرافی (شامل زیستگاه گونه‌های جانوری و گیاهی در معرض خطر) و مکان‌های طبیعی که از نظر علمی، حفاظتی یا زیبایی با اهمیت هستند؛ اطلاق می‌شود
کامبوج چهار سایت در این فهرست دارد. سایت انگکور در سال ۱۹۹۲، زمانی که کشور کامبوج پس از جنگ کامبوج و ویتنام در راستای توافقنامه صلح پاریس ۱۹۹۱ برای مدت کوتاهی توسط هیئت سازمان ملل متحد اداره می‌شد؛ در فهرست میراث فرهنگی یونسکو قرار گرفت. این سایت پس از ثبت، بلافاصله در فهرست میراث جهانی در معرض خطر قرار گرفت تا به سرعت و کارآمد با مشکلات فوری حفاظت مقابله کند. در سال ۲۰۰۴، انگکور از لیست در معرض خطر حذف شد. معبد پره ویهار در سال ۲۰۰۸، مجموعه معابد سامبور پری کوک در سال ۲۰۱۸، و کوه کر در سال ۲۰۲۳ به ثبت رسید هر چهار سایت فرهنگی هستند. علاوه بر این، کامبوج هفت سایت در فهرست آزمایشی خود دارد.

## میراث جهانی
سایت‌ها با ده معیار فهرست می‌شوند. هر ورودی باید دست‌کم یکی از معیارها را داشته باشد.
| # | نگاره                                                                                          | نام            | موقعیت      | سال  | ش ثبتمعیارها        | شرح | م                 |
| ۱ | ویرانه‌های یک سازه بزرگ با پنج برج بزرگ در بالا                                                 | آنگکور         | سیم ریپ     | ۱۹۹۲ | ۶۶۸(i)(ii)(iii)(iv) | منطقه انگکور، یکی از بزرگ‌ترین مناطق باستان‌شناسی جهان، از قرن نهم تا پانزدهم و محل پایتخت‌های مختلف امپراتوری خمر بوده است. معابد انگکور وات، انگکور تام، بایون، بانتی سری و معابد رولووس دوره‌های مختلف معماری خمر را به تصویر می‌کشند و با مجسمه‌ها و حکاکی‌های سنگی تزئین شده‌اند. هنر خمر تأثیر مهمی در منطقه وسیع تر داشت. پس از کتیبه، سایت به عنوان در معرض خطر برای اطمینان از حفاظت در لیست قرار گرفت و سپس در سال ۲۰۰۴ از آن لیست حذف شد.                                                            | [ ۴ ] [ ۵ ] [ ۳ ] |
| ۲ | ویرانه‌های ساختمان سنگی که بر روی سکوی سنگی بنا شده است. سقف بالای در ورودی اصلی تزیین شده است. | معبد پره ویهار | پره ویهار   | ۲۰۰۸ | ۱۲۲۴(i)             | این معبد که قدمت آن به نیمه اول قرن یازدهم می‌رسد؛ شاهکاری از معماری خمر است. مجموعه معبد، که شامل چندین پناهگاه و راه پله در امتداد یک محور ۸۰۰ متر (۲٬۶۰۰ فوت) است، به شیوا اختصاص یافته است و با حجاری‌های سنگی تزئین شده است. معبد در دشتی واقع در لبه فلات کوهستانی قرار دارد و عمدتاً به دلیل دور بودن از شهر ویژگی‌های آن به خوبی حفظ شده است. | [ ۷ ]             |
| ۳ | معبدی در سامبور پری کوک                                                                        | سامبور پری کوک | کامپونگ توم | ۲۰۱۷ | ۱۵۳۲(iii)(ii)(vi)   | ایشاناپورا پایتخت امپراتوری چنلا در اواخر قرن ششم و اوایل قرن هفتم میلادی بود. این منطقه باستان‌شناسی شامل ۱۸۶ معبد سنگی از جنس ماسه‌سنگ به سبک معماری منحصر به فرد (سبک سامبور پری کوک) است که سبک آنگکوری به تدریج از آن توسعه و تکامل یافت. سبک معابد از سنت هندو و با تأثیراتی از بودیسم و انیمیسم سرچشمه می‌گیرد. کتیبه‌های معابد به زبان‌های سانسکریت و خمر باستان از عنوان و مفهوم "پادشاه-خداً یاد می‌کنند؛ مفهومی که تا قرن بیستم برای نظام و سیستم حکومتی کامبوج و تایلند اساسی و بنیادین باقی ماند. | [ ۸ ]             |
| ۴ | پراسات پرانگ، هرم پلکانی کوه کر                                                                | کوه کر         | پره ویهار   | ۲۰۲۳ | ۱۶۶۷(iv)(ii)        | کوه کر پایتخت امپراتوری خمردر نیمه اول قرن دهم میلادی بود که تحت حکومت جایاوارمان چهارم قرار داشت. اکنون شهر ویران شده و دسترسی به آن دشوار است؛ بقایای شهر شامل معابد هندو، آرامگاه‌ها، بناهای تاریخی و سیستم‌های مدیریت آب می‌باشد. | [ ۹ ]             |

## فهرست آزمایشی
افزون بر مکان‌هایی که در فهرست میراث جهانی ثبت می‌شوند، کشورهای عضو می‌توانند فهرستی پیشنهادی از مکان‌های پیشنهادی خود تهیه کنند. تنها آثاری که ابتدا در این فهرست قرار گرفته باشند، امکان ثبت در فهرست میراث جهانی را خواهند داشت.
کامبوج ۷ مکان را در فهرست آزمایشی خود فهرست کرده است.
| # | نگاره                                         | نام                                                      | موقعیت                | سال  | ش ثبتمعیارها      | شرح | م      |
| ۱ | ویرانه‌های معبد بر بالای تپه ای پوشیده از جنگل | سایت انگکور بورئی و پنوم دا                              | تاکنو                 | ۲۰۲۰ | ۶۴۵۵(i)(ii)(iv)   | آنگکور بورِی پایتخت فونان، یکی از نخستین تشکیلات سیاسی خمر بود که تا اواخر قرن ششم میلادی دوام آورد. ساختمان‌های آجری، دیوارهای شهر و چندین کانال به همراه برخی از نخستین سنگ‌نوشته‌های خمر نیز از این دوره حفظ و باقی مانده‌اند. پنوم دا کوهی در نزدیکی این مکان است که بقایای دو معبد و چندین غار با آرامگاه را در خود جای داده است. این دو سایت نمایانگر سبک‌های هنری اولیه خِمِر هستند که تحت تأثیر هند شکل گرفته و عناصری از هندوئیسم و بودیسم را با هم ترکیب کرده‌اند؛ همچنین این سبک هنر تحت تأثیر هنر یونانی-بودایی نیز قرار داشته است. | [ ۱۱ ] |
| ۲ | ویرانه‌های معبد در یک جنگل                     | بانتی چمار                                               | بانتی می چی           | ۲۰۲۰ | ۶۴۵۶(ii)(iii)(iv) | مجموعه معابد بانتی چمار، به سبک بایون ساخته شده‌اند و به قرن دوازدهم و سیزدهم میلادی بازمی‌گردند. این معابد با کنده‌کاری‌ها و حکاکی‌های سنگی تزئین شده‌اند که صحنه‌هایی از اسطوره‌شناسی هندو و جنگ میان خمرها و چام‌ها را به تصویر می‌کشند. یکی از ویژگی‌های مهم این مجموعه، یک مخزن بزرگ آب مصنوعی بزرگ به نام بارای است که در وسط آن جزیره‌ای وجود دارد. | [ ۱۲ ] |
| ۳ | ویرانه‌های معبد در یک جنگل                     | معبد بنگ میلیا                                           | سیم ریپ               | ۲۰۲۰ | ۶۴۵۷(ii)(iv)      | معبد بنگ میلیا در قرن دوازدهم میلادی، در دوره آنگکور و در در زمان سلطنت پادشاه سوریاوارمان دوم ساخته شد. این مجموعه بزرگ اکنون عمدتاً ویرانه شده و بازسازی آن هنوز آغاز نشده است. بنگ میلیا به دلیل قرارگیری در تقاطع مسیرهای تجاری مهم، این مکان یک مرکز بازرگانی منطقه‌ای بوده است. امروزه بقایای برخی از سازه‌های مدیریت آب نیز حفظ شده‌اند. | [ ۱۳ ] |
| ۴ | استوپاس روی تپه ای جنگلی                      | شهر باستانی اودونگ                                       | کندال                 | ۲۰۲۰ | ۶۴۵۹(ii)(iv)      | اودونگ پایتخت دوره پساآنگکوری کامبوج از قرن هفدهم تا قرن نوزدهم میلادی بود. این شهر در تجارت با کشورهای جنوب شرقی آسیا و همچنین اروپا مشارکت داشت و محله‌هایی برای اسکان خارجی‌ها، از جمله چینی‌ها، چام‌ها، ژاپنی‌ها، پرتغالی‌ها، اسپانیایی‌ها، هلندی‌ها و انگلیسی‌ها داشت. کوهی که در بالای شهر قرار دارد استوپاهای خاندان سلطنتی را در خود جای داده است. | [ ۱۴ ] |
| ۵ | زمین‌هایی با کوه در پس زمینه                   | سایت باستانی پنوم کولن و ماهندراپارواتا                  | سیم ریپ               | ۲۰۲۰ | ۶۴۶۰(v)(iv)(ii)   | پنوم کولِن نام رشته‌کوهی با اهمیت نمادین برای مردم خمر است. این رشته‌کوه شامل شهر ماهندراپارواتا می‌شود، جایی که شاه جایاوارمان دوم در سال ۸۰۲ میلادی استقلال خود را از جاوه اعلام کرد. معماری این شهر نشان دهنده گذار از دوره پیش از آنگکوری به دوره آنگکوری است؛ که امروزه چندین معبد و بنای تاریخی آن تا حدودی حفظ شده‌اند. این شهر یکی از نخستین شهرهای کامبوج بود که از یک نقشه شطرنجی برای طراحی شهری استفاده کرد. برخی از بناهای تاریخی در این منطقه نیز به دوره پس از آنگکوری تعلق دارند.                                           | [ ۱۵ ] |
| ۶ | ساختمان مدرسه سابق، حیاط با درختان نخل در جلو | زندان ام۱۳، موزه نسل‌کشی تیول اسلنگ، مرکز نسل‌کشی چوئنگ اک | پنوم‌پن، کامپونگ چوننگ | ۲۰۲۰ | ۶۴۶۱(vi)(iv)(iii) | این نامزدی شامل سه سایت مرتبط با نسل‌کشی کامبوج در دهه ۱۹۷۰ با نام‌های M-۱۳، تول سلنگ، چوئونگ اک در دوران حکومت خمرهای سرخ است. M-۱۳ زندانی بود که توسط کنگ گک ایو برای آموزش نگهبانان زندان در بازداشت، شکنجه و کشتار تأسیس شد. تول سلنگ مدرسه‌ای بود که به زندان تبدیل شد و بیش از ۱۸٬۰۰۰ نفر در آن بازداشت، شکنجه، بازجویی و سپس اغلب به محل اعدام نزدیک چوئونگ اک منتقل می‌شدند. هر سه مکان از آن زمان به سایت‌های یادبود تبدیل شده‌اند.                                                                                                 | [ ۱۶ ] |
| ۷ | ویرانه‌های معبد                                | مجموعه باستانی پره خان کمپونگ سوای                       | پره ویهار             | ۲۰۲۰ | ۶۴۶۲(ii)          | پره خان کمپونگ سوای یک شهر بزرگ و مجموعه‌ای مذهبی از دوره آنگکوری بود که عمدتاً بین بین قرن یازدهم و اوایل قرن سیزدهم ساخته شده است. معبد با نقوش بودایی تزئین شده است. این شهر به دلیل منابع آهن نزدیک به خود، صنعت آهنگری مهمی داشت. | [ ۱۷ ] |